# 呈贡站
呈贡站是位于云南省昆明市呈贡区洛羊街道的一个铁路车站，邮政编码650501。车站建于1910年，有昆河铁路经过该站，现办理客运货运业务，客运列车有昆明北开往王家营的8861、8869次列车以及王家营返回昆明北的8862、8870两对列车途经。车站及其上下行区间均未电气化。车站距离昆明北站20公里，隶属昆明铁路局，是四等站。

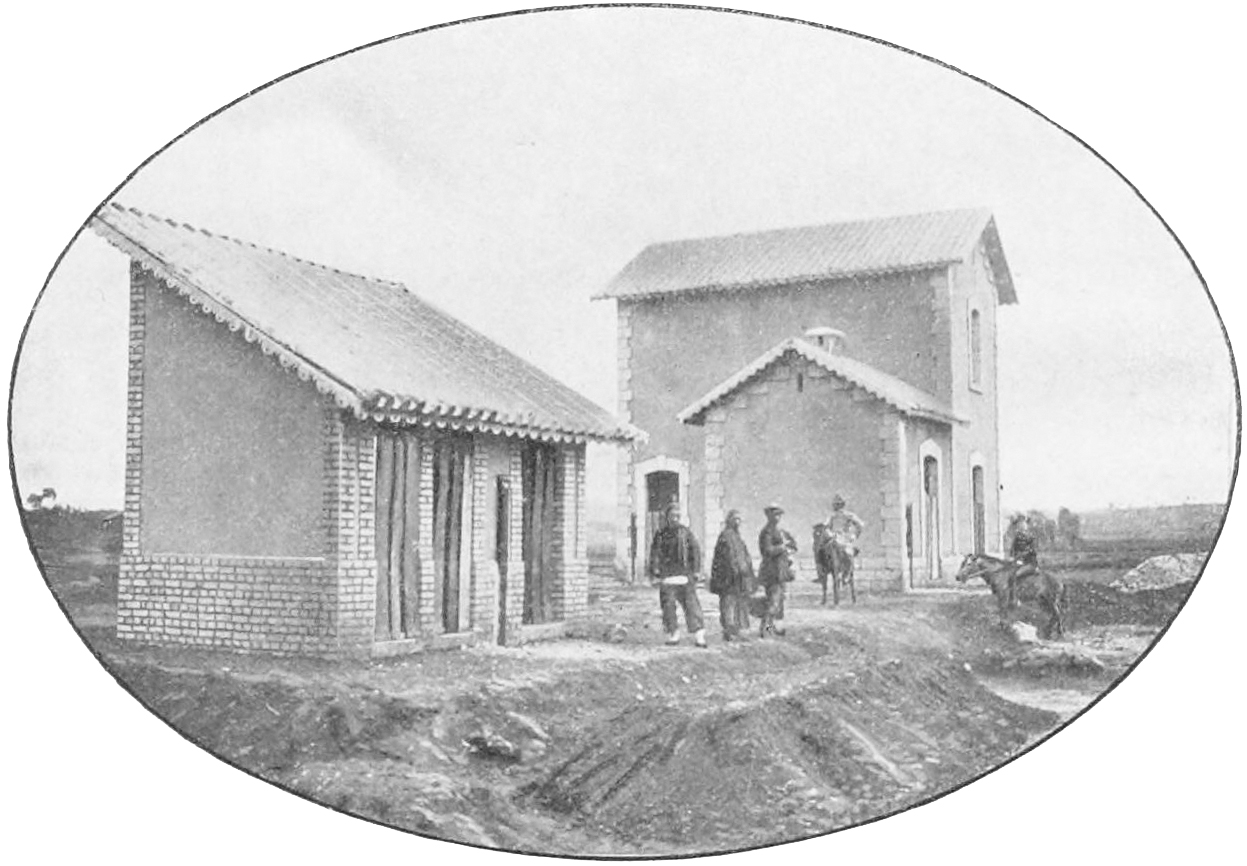
修建滇越铁路时的呈贡站

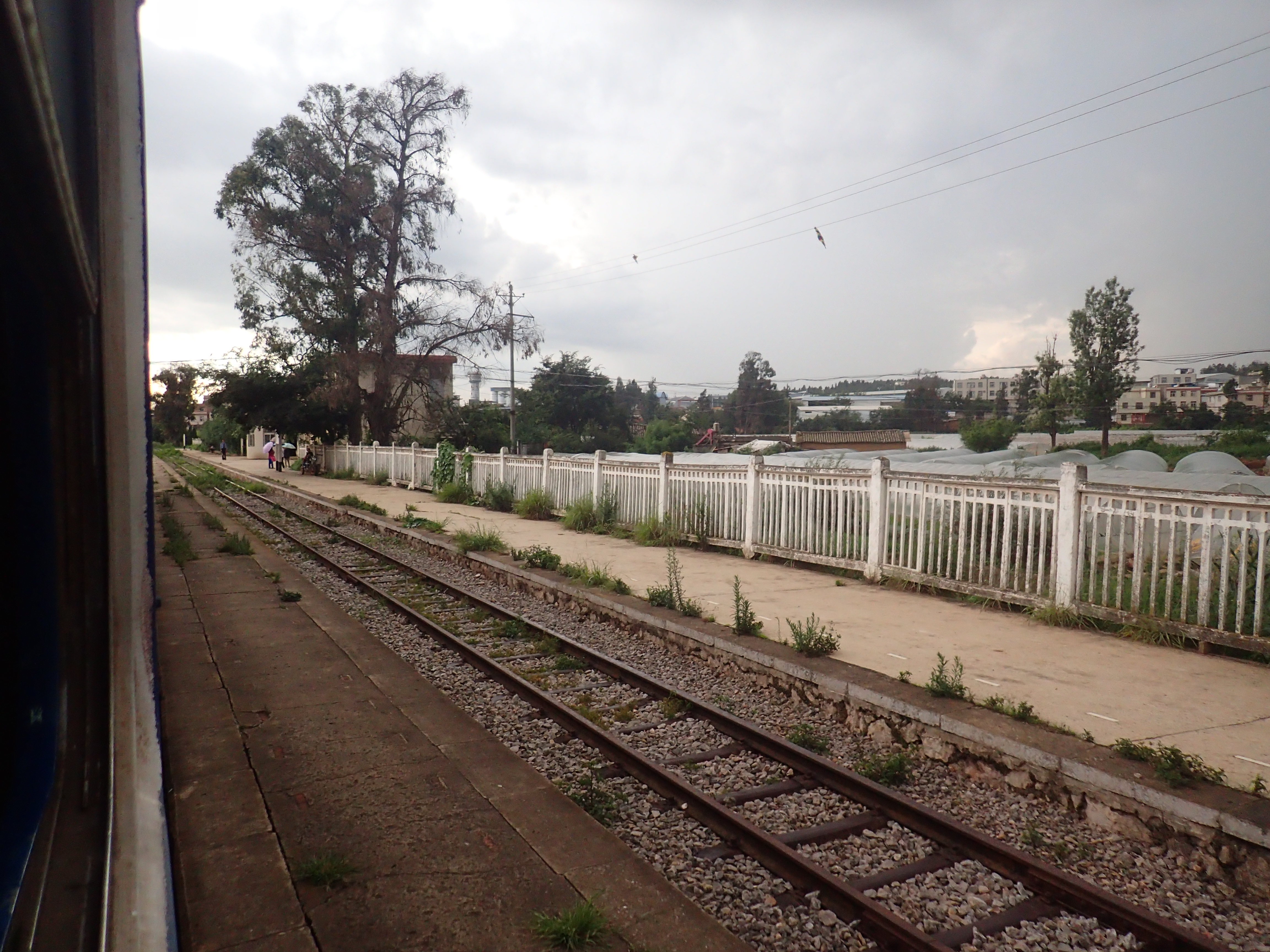
2017年，在列车上拍摄的呈贡火车站站台与站场